# Нгани-Вату
Нгани-Вату (енгл. Ngani-Vatu) или Нгуту-Леи (енгл. Ngutu-Lei) је наводно криптид са острва Фиџи. Ово биће се појавњује у митологији људи са Фиџија.

## Опис криптида
Описује се као велика птица. Има распон крила преко 3 метра, а тјело јој је дуго од кљуна до врха репни пера 4,50 метра. Перје на тјелу је црвене боје, а на леђима је свјетлозелене боје код мужјака, а код женки свјетло смеђе. Кљун и ноге су блиједожути. На крилима има четири прста са канџама.

## У митологији
У митологији Нгани-Вату је веома брза птица која може заклонити Сунце и може стварати олује једним замахом крила.